# Google bomba
Jako Google bomba se označuje jistý způsob „zneužití“ vlastností internetového vyhledávače Google (případně, v přeneseném významu i jiného), po kterém je výsledkem vyhledání nějaké fráze webová stránka, která danou frázi neobsahuje, ale útočník na ni tak odkazuje, obvykle s humorným nebo politicko-kritickým úmyslem.

## Princip útoku
Vyhledávací algoritmus Googlu přihlíží nejen k obsahu stránek, ale i k tomu, jakým textem na ně odkazují jiné stránky, tj. de facto jak cílovou stránku popisují jiní lidé. Pokud např. nějaká stránka obsahuje odkaz na http://www.wikipedia.org s textem „velká encyklopedie“, při vyhledávání termínu „velká encyklopedie“ se bude ukazovat i stránka http://www.wikipedia.org, i pokud se na ní tento termín nenachází. Tento postup má zvýšit relevanci výsledků, ale lze ho zneužít.
Pokud mnoho stránek obsahuje odkaz na cílovou stránku s nějakým urážlivým textem (např. hlupák), bude Google mezi výsledky vyhledávání tohoto textu uvádět i cílovou stránku. Je-li odkazů mnoho, může se cílová stránka ocitnout na prvním místě ve výsledcích, což je obvykle cílem Google bomby. Takový výsledek lze zjednodušeně prezentovat jako „Google si myslí, že tato stránka pojednává o hlupákovi“ (správnější je ovšem „mnoho stránek uvádí, že tato stránka pojednává o hlupákovi“).
Princip objevil Adam Mathes v dubnu 2001, když mu Google na dotaz „internet rockstar“ vrátil stránku amerického informatika Bena Browna, přestože toto spojení neobsahovala. Mathes svůj nápad brzy vyzkoušel a za pomoci dalších bloggerů docílil, že stránka jeho kamaráda Andy Pressmana byla na prvním místě po dotazu „talentless hack“ (netalentovaný pisálek).
Nicméně první Google bomba zmiňovaná v tisku je „more evil than Satan“ (zlejší než Satan), která vedla na stránku firmy Microsoft už v roce 1999. Pravděpodobně šlo ale jen o náhodu, které si všimli uživatelé Googlu, nikoliv cílený útok.

## Opatření
Matt Cutts v lednu roku 2007 oznámil na oficiálním blogu Google, že vývojáři přijali proti Google bombám opatření. Pokusili se snížit jejich efekt implementací obecného algoritmu, který by měl fungovat v různých jazycích. Webmaster zdůvodnil tento krok tím, že bomby byly často mylně interpretovány jako „názor Googlu“.

## Příklady známých Google bomb
Google bomby obvykle nejsou příliš trvanlivé. Pokud jsou úspěšné a vejdou v širší známost, píše se o nich na řadě zpravodajských webů s vysokým PageRankem, jež původní cíl bomby vytlačí z předních míst. Mimoto pořadí výsledků všech vyhledávání běžně osciluje podle toho, jak Google přepočítává PageRank při aktualizacích svého indexu a pozměňuje parametry algoritmu; speciálně v únoru 2005 došlo ke změně, která většinu starších Google bomb oslabila a zmenšila jejich účinek.

### Bombardování českých politiků
- Velký bratr → stránka Stanislava Grosse na Úřadu vlády;[2] říjen 2004

Po CzechTeku 2005 se objevilo několik protestních Google bomb:
- ministerstvo brutality → stránky Ministerstva vnitra ČR
- lampárna → stránka Inspekce Ministerstva vnitra ČR,[3] jež byla (bezvýsledně) pověřena vyšetřováním policejní brutality při zákroku (bomba nebyla dost silná, v dubnu 2006 byla stránka ve výsledcích osmá)

Další ještě silnější vlna bomb zaměřených na české politiky a politické strany přišla v zimě 2005–2006, jelikož v češtině u málo konkurenčních frází je lze vytvářet velmi snadno.
- banda zmrdů → stránky ČSSD[4]
- namyšlenej buran → stránka Jiřího Paroubka na Úřadu vlády. První zprávy o této Google bombě se v médiích objevily 9. března. Během několika dní správce webu paroubek.cz zakázal pomocí souboru robots.txt Googlu web indexovat, načež Google automaticky vyřadil celý webový server z výsledků vyhledávání. Podle mluvčí vlády Lucie Orgoníkové byla společnost Google požádána o „stažení bomby“, což však společnost jako v předešlých podobných případech odmítla. Později Orgoníková prohlásila, že problém Google bomby už pan Paroubek neřeší.[5]
- senilní ješita → stránky Václava Klause;[6] proti-bomba odkazující na stránku Vladimíra Špidly na serveru Evropské komise[7] ho počátkem dubna 2006 předhonila, ale krátce nato podstatně klesla, takže se na první místo opět vrátil Václav Klaus. Nakonec správci Klausova webu zakázali prostřednictvím souboru robots.txt všem vyhledávačům indexování celého webu. Nyní se ve výsledcích zobrazují především stránky, které měly na první místo pomoci stránkám V. Špidly.
- namyšlený ješita → stránka Jiřího Paroubka na webu ČSSD[8] (10. dubna 2006; původně bylo směřováno proti Václavu Klausovi, ale od objevu v médiích kolem 20. března 2006[9] byla doména klaus.cz vytlačena jednak mediálně-blogovým pokrytím případu, jednak protibombou)
- zločinci a vrazi (případně i zvlášť nebo s pomlčkou – funguje i po změně algoritmu Googlu) → stránky KSČM
- David Rath → stránka Katalog rakví pohřebního ústavu hl. m. Prahy
- eurodebil → heslo Cyril Svoboda na Wikipedii; počátek dubna 2006[10]
- Kurvy a zloději - září 2011[11]
- kolik babiš zdanil → zobrazilo se: Měli jste na mysli: kolik babiš nezdanil; konec roku 2017
- prasomrd → Miloš Zeman (první výsledek je jeho oficiální stránka http://www.zemanmilos.cz/cz/) – 2020

### Další příklady ze světa
- French military victories (francouzská vojenská vítězství) → humorná stránka napodobující výsledky vyhledávání Googlem s návrhem opravy překlepu v zadání „žádná francouzská vojenská vítězství nebyla nalezena, nehledáte francouzské vojenské porážky?“
- miserable failure (ostudné selhání), ale také → stránky George W. Bushe a pozdější protibomba na stránky Michaela Moorea; podobně byla vytvořena pozitivní bomba great president (velký prezident)
- Zlodej a klamár[nedostupný zdroj] – bomba na vyhledávači MSN z původního Vladimíra Mečiara přebita bombou na Mikuláše Dzurindu (obdobně na Google)
- waffles (kecy) → stránka Johna Kerryho, senátora a prezidentského kandidáta
- buffone (šašek) → biografie italského premiére Silvia Berlusconiho
- weapons of mass destruction (zbraně hromadného ničení) → po zadání tohoto řetězce se objeví odkaz na stránku s názvem „Nemohu nalézt zbraně hromadného ničení“
- 241543903 → fotografie lidí strkajících hlavu do ledničky